# Megumi Yokota
Megumi Yokota (横田めぐみ Yokota Megumi?) (n. 15 octombrie 1964) este o japoneză care a fost răpită de agenți nord-coreeni în Japonia și apoi dusă clandestin în Coreea de Nord.
Este una din cel puțin 13 persoane din Japonia care au fost răpite de Coreea de Nord în anii 1970 și 1980. Motivul răpirilor a fost ca acești japonezi să poată educa agenți nord-coreeni care urmau să se dea drept japonezi.
În 2002, cu ocazia unei vizite la Phenian a prim-ministrului japonez Junichiro Koizumi, Coreea de Nord a admis că Megumi Yokota a fost una din victimele răpirilor agenției de spionaj nord-coreene, susținând că ea s-ar fi sinucis într-un spital de boli psihice pe data de 13 martie 1994 (anul menționat inițial de Coreea de Nord a fost 1993, dar a fost corectat de ei ulterior). 
Megumi Yokota a fost răpită pe data de 15 noiembrie 1977 (la vârsta de 13 ani) de pe stradă în orașul Niigata, în timp ce se întorcea acasă de la un antrenament de badminton ce avusese loc la școală.
După răpire, Megumi Yokota a fost folosită de agenția de spionaj nord-coreeană ca instructor de limba japoneză.
În Coreea de Nord, Megumi Yokota s-a căsătorit cu Kim Young-nam, un sud-coreean răpit și el, când era licean (în 1978), cu care are o fiică, Kim Hye-gyong. 

## Controversa analizeiADN
În 2004, guvernul nord-coreean a predat unei delegații japoneze care a mers pentru tratative la Phenian, resturi de oase cremate a ceea ce a susținut era Megumi Yokota.
Citând rezultatul unei analize ADN efectuată la o universitate din Japonia în decembrei 2004, guvernul japonez a susținut că resturile primite de la nord-coreeni nu puteau fi ale lui Megumi Yokota.
Ulterior, un articol din revista americană Nature, a dezvăluit că testul ADN fusese efectuat de către un cercetător care nu mai făcuse niciodată analize ADN de resturi de oase cremate.

## Filme documentare, cărți etc.
Au fost făcute mai ulte filem documentare despre acest caz, printre care:
- KIDNAPPED! The Japan-North Korea Abduction Cases (2005),
- Abduction: The Megumi Yokota Story (2006),
- Megumi (2007) ,
- Megumi (2008).

În octombrie 2006, postul de televiziune japonez NTV a arătat un film special despre acest caz, Saikai ~ Yokota Megumi no Negai; 再会～横田めぐみさんの願い). 
Părinții lui Megumi au ajutat la crearea unei serii manga intitulată Megumi, care detaliază ultimele zile înainte de răpire. Guvernul japonez a anunțat că va adapta această serie manga într-un film anime.

## Cântece pentru Megumi
În 2007, Paul Stookey (membru al grupului folk Peter, Paul and Mary) a lansat un cântec intitulat „Song for Megumi”.
În 2010, Peter Frampton a inclus două cântece dedicate lui Megumi Yokota pe discul „Thank You, Mr Churchill”.